# Cladonia libifera
Cladonia libifera är en lavart som beskrevs av Vsevolod Pavlovic Savicz. Cladonia libifera ingår i släktet Cladonia, och familjen Cladoniaceae. Arten är reproducerande i Sverige.